# 斑點布丁
斑點布丁（Spotted dick）是一種傳統的英國蒸布丁甜點，傳統以板油與果乾（以桑特醋栗或葡萄為主）為原料，並配上卡士達食用。
部分非傳統的食譜會以如奶油等其他油類取代板油、或添加雞蛋使其口味接近海綿布丁或蛋糕。

## 名稱由來
名稱中的「斑點」與其包含水果乾的外觀有關，而當地俚語中常以「Dick」與「Dog」代指布丁，因其與麵糰的「Dough」來自相同的語源。
在19世紀末的英國哈德斯菲爾德所留存的詞彙表內寫到：「Dick，無添加配料的布丁，配上Treacle（一種糖蜜）者則稱為treacle dick」。

## 歷史
這道料理最初於阿里克謝·索耶於1849年的著作《The modern Housewife or ménagère》中提及，其中寫道：「果乾靠枕（Plum Bolster），又稱斑點布丁（Spotted Dick）－將兩磅的麵糊擀開，再加入士麥那產的葡萄乾混勻」。
另一種稱呼「Spotted dog」則於1855年首次出現於C.M. Smith的著作《Working-men's Way in the World》，其中被描述為「口感非常粗糙的聖誕布丁」（Very marly species of plum-pudding），這個名字與「鐵路蛋糕」（Railway cake）在愛爾蘭被普遍使用，不過當地的作法更接近加了桑特醋栗的蘇打麵包。
在1982年的《帕爾默爾報》中寫道「基爾伯恩姊妹（the Kilburn Sisters）每天以湯與斑點布丁餵飽數以百計的碼頭工人」。
因為名稱中的「Dick」容易使人聯想到俚語中的「屌」，這道料理也經常被用於雙關語的笑話中。據說西敏宮中的餐廳員工以「斑點理查」（Spotted Richard）稱呼這道料理，以「避免引起騷動」。

## 外部連結
- Alexis Soyer於1849年撰寫的斑點布丁食譜（英文）